# فرودگاه شهری لزبریج
فرودگاه شهری لزبریج (به انگلیسی: Lethbridge County Airport) یک فرودگاه همگانی باربری با کد یاتا YQL است که یک باند فرود آسفالت دارد و طول باند آن ۱۹۸۱ متر است. این فرودگاه در کشور کانادا قرار دارد و در ارتفاع ۹۲۹ متری از سطح دریا واقع شده است.

## شرکت‌های هواپیمایی و مقصدهای پروازی
| شرکت‌های هواپیمایی  | مقصدهای پروازی |
| ------------------ | -------------- |
| Air Canada Express | کالگری         |
| Integra Air        | ادمونتون       |